# Mädelegabel
A Mädelegabel é uma montanha de 2645 metros de altura, composta de dolomita, localizada nos Alpes Allgäu, próxima a Oberstdorf.